# ستيفن بيل
ستيفن بيل (بالإنجليزية: Stephen Bell)‏ (4 مارس 1965 - 1 أبريل 2001) هو لاعب كرة قدم بريطاني في مركز الوسط. لعب مع نادي ميدلزبره ودارلينجتون إف سى.

## وصلات خارجية
- ستيفن بيل على موقع قاعدة بيانات كرة القدم.إي يو (الإنجليزية)